# アイタイキモチ/nanana
「アイタイキモチ/nanana」(アイタイキモチ / ナナナ)は、2017年12月6日にavex traxから発売されたlolの6枚目のシングル。

## 概要
「アイタイキモチ」は「遠距離恋愛」をテーマとした楽曲で初バラード曲である。「nanana」は初ドラマ主題歌である。「think of you」は初映画主題歌である。

## 収録曲

### CD

#### 【CD+DVD】・【CD】(mu-moショップ・イベント会場限定)
1. アイタイキモチ
日本テレビ系『バズリズム02』12月OPテーマ
2. nanana
AbemaTV×ABCテレビ共同制作ドラマ『ハケンのキャバ嬢・彩華』主題歌
3. アイタイキモチ-instrumental-
4. nanana-instrumental-

#### 【CD】
1. アイタイキモチ
2. nanana
3. think of you
佐藤友祐特別出演 映画『一礼して、キス』主題歌
4. アイタイキモチ-instrumental-
5. nanana-instrumental-
6. think of you-instrumental-

### DVD

#### 【CD+DVD】
1. アイタイキモチ Music Video
2. nanana Music Video